# Georg Stangl (Politiker, 1889)
Georg Stangl (* 4. April 1889 in Maschowitz, Österreich-Ungarn; † 15. oder 16. August 1945 in Chrastavice, Tschechoslowakei) war ein tschechoslowakischer Politiker (Sudetendeutsche Partei) deutscher Nationalität. Er war von 1935 bis 1938 Abgeordneter des Tschechoslowakischen Abgeordnetenhauses.

## Leben und Werk
Nach dem Schulabschluss studierte an der Landwirtschaftlichen Hochschule in Halle, die er 1910 abschloss. Anschließend arbeitete er auf den Trauttmansdorff-Höfen. Ab 1918 war er Besitzer eines Bauernhofes in seinem Heimatort Maschowitz. Er studierte an der Deutschen Technischen Hochschule in Prag und an der Universität Gießen und promovierte 1933 zum Dr. phil.
Er trat der 1933 gegründeten Sudetendeutschen Heimatfront bei und wurde deren Ortsgruppenleiter in Bischofteinitz. Nach der Umbenennung der Heimatfront in Sudetendeutsche Partei kandidierte er 1935 bei den Parlamentswahlen und erlangte ein Mandat für das Abgeordnetenhaus der Tschechoslowakei. Nach der deutschen Besetzung des Sudetenlandes infolge des Münchner Abkommens erlosch sein Mandat am 30. Oktober 1938. Stangl beantragte am 7. Januar 1939 die Aufnahme in die NSDAP und wurde rückwirkend zum 1. November 1938 aufgenommen (Mitgliedsnummer 6.734.887). Er war von 1939 bis 1941 NS-Kreisleiter in Luditz. Aufgrund bestehender Differenzen mit Konrad Henlein wurde er von Parteifunktionen entbunden. 
Unmittelbar nach Ende des Zweiten Weltkrieges wurde Stangl von tschechoslowakischen Behörden verhaftet und in einem Lager in Chrastavice bei Domažlice interniert, wo er im August 1945 ermordet wurde.

## Schriften
- Die Entwicklung der Simmentaler Zucht im Böhmerwalde. Selbstverlag, Gießen 1933.